# Warsop
Warsop är en civil parish i Storbritannien.   Den ligger i grevskapet Nottinghamshire och riksdelen England, i den sydöstra delen av landet, 200 km norr om huvudstaden London. Centrum i Warsop civil parish är orten Market Warsop.